# La bocca chiusa
La bocca chiusa er en italiensk stumfilm fra 1925 instrueret af Guglielmo Zorzi.

## Medvirkende
- Maria Jacobini som Maria
- Arnold Kent som Colchester
- Carlo Benetti som Marchese di Castelfino
- Carmen Boni som Jolanda
- Augusto Poggioli
- Pina Marini
- Marcella Sabbatini